# Lahore
Lahore (urdu لاہور) er den næststørste by i Pakistan og er provinshovedstad i Punjab. Byen er ofte kaldt Pakistans kulturelle hovedstad i modsætning til den politiske hovedstad Islamabad og den økonomiske hovedstad Karachi.
Byen ligger nær floden Ravi og den indiske grænse. Lahore har over 11 millioner indbyggere (den er blandt de tyve største byer i verden). Punjabi er det dominerende sprog i provinsen, selvom det ikke bruges officielt. Urdu og engelsk bruges også i tiltagende grad. Muhajirer udgør ca. 10% af befolkningen. Der er også mange pashtuner, hvoraf nogle er flygtninge fra Afghanistan. En indbygger i Lahore kaldes en Lahori.
Lahore var allerede en vigtig by i oldtiden, og mange mindesmærker fra stormogulernes tid ses endnu. Byen var kejseren Akbars hovedstad i 1584-1598 og efter Mogulrigets forfald Sikhernes hovedstad. Under briterne fungerede byen ligeledes som hovedstad for Punjab-provinsen. Byen var ramt af alvorlige uroligheder under den indisk-pakistanske deling i 1947.
Størstedelen af Pakistans håndvævede tæpper er fremstillet i Lahore. Mange pakistanske selskaber har hovedkontor her (f.x. Pakistan Railways).
Der er flere universiteter, deriblandt Punjabs universitet, landets ældste (grundlagt 1882).